# Větrná elektrárna

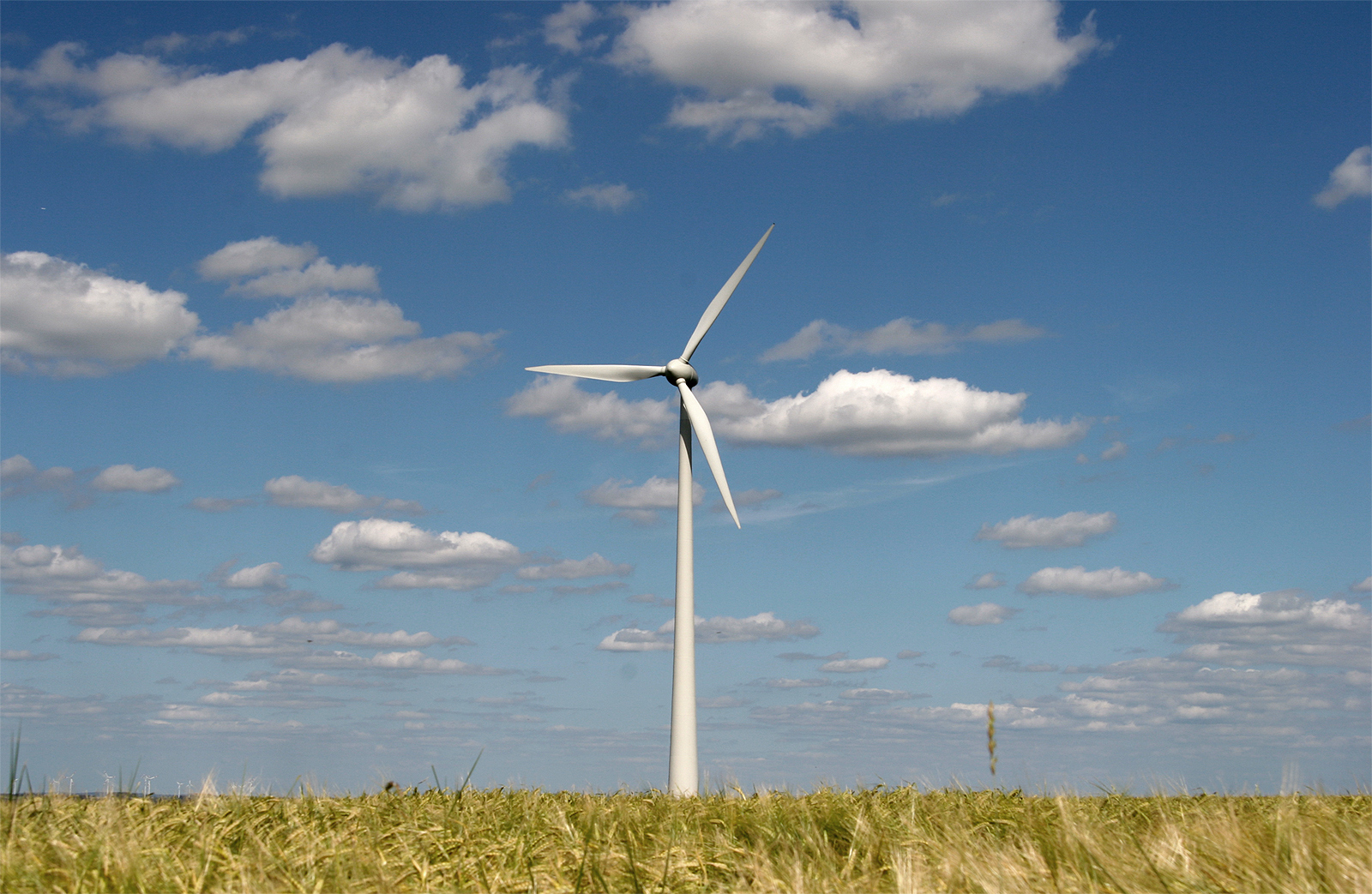
Větrná elektrárna v Lucembursku

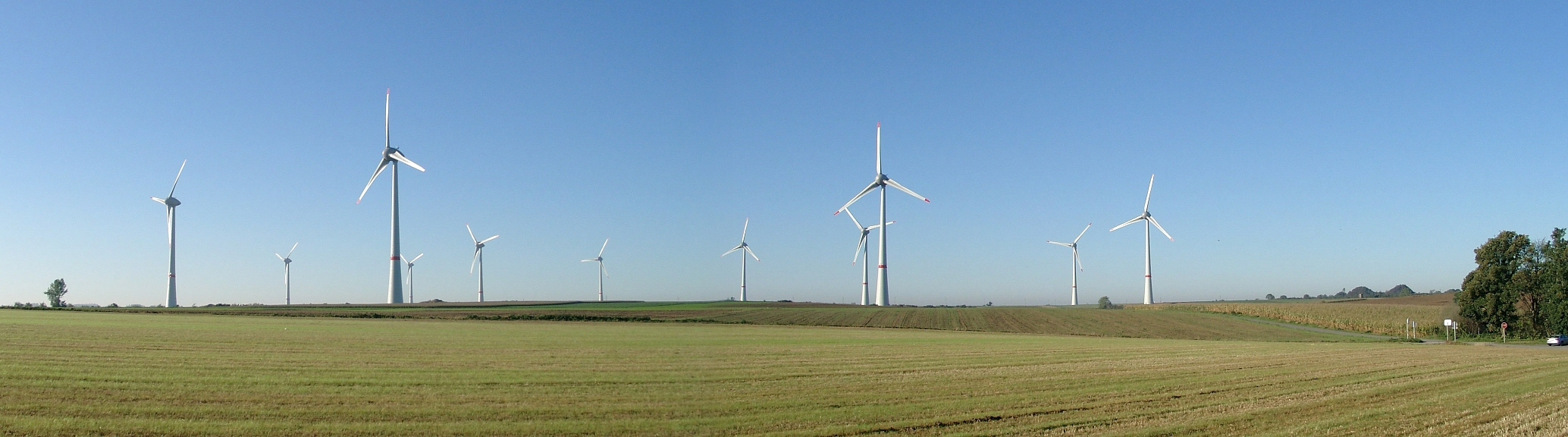
Větrná farma se 7,5 MW turbínami v Belgickém Estinnes, dokončeno 10.10.2010

Větrná elektrárna či větrná turbína je druh elektrárny, která přeměňuje větrnou energii na energii elektrickou. Větrná turbína je roztáčena proudícím větrem a pohání elektrický generátor, který dodává elektřinu do elektrické sítě. Elektřina vytvořená z větru je obnovitelná energie přispívající k udržitelnému rozvoji. Skupina větrných turbín se nazývá větrná farma. Obor věnující se využití větrných elektráren se nazývá větrná energetika.

## Charakteristika
Větrná elektrárna se skládá z ocelového tubusu (stožáru), který je obvykle ukotven do železobetonového podstavce (podstavec může být i stavba nebo může být plovoucí). Na vrcholu stožáru je umístěna otočná gondola, v níž je umístěna strojovna. Ve strojovně je upevněno ložisko rotoru s brzdou, kterým prochází hřídel. Na jednom konci hřídele je umístěna větrná turbína a na druhém elektrický generátor. U větších turbín je nutné pomocí natáčení listů plynule měnit jejich úhel náběhu, aby byly zajištěny jak optimální podmínky pro využití rychlosti větru, tak i optimální otáčky elektrického generátoru. Současné velké větrné turbíny mívají tři listy, protože větší počet listů by vyžadoval neekonomické náklady na posílení pevnosti hřídele, odolnosti ložiska a tím i nárůst hmotnosti gondoly, což by si vyžádalo i větší pevnost tubusu, na který by působily přes turbínu příliš vysoké tlaky větru. Vícelisté rotory se proto používají jen u menších turbín.
Větrné turbíny se otáčí rychlostí 10 až 22 otáček za minutu při obvodové rychlostí až 320 km/h. Rotor turbíny se většinou začíná otáčet při rychlosti větru přesahující 2 až 5 m/s (7 až 18 km/h). Výkon turbíny roste s třetí mocninou rychlosti větru, tedy velmi rychle. Při rychlosti větru zhruba mezi 10 až 14 m/s (36 až 50 km/h) dosáhne výkon turbíny maxima a jeho zvyšování už nepokračuje. Při rychlosti větru 20 až 25 m/s (75 až 90 km/h) se turbína vypíná, aktivuje se brzda a listy i gondola se nastaví do polohy, v níž je riziko poškození co nejmenší. Konstrukční odolnost celé stavby je obvykle projektována do rychlosti větru mezi 40 do 72 m/s (144 až 259 km/hod), což závisí na místních předpokládaných podmínkách. Vyšší odolnost konstrukce by znamenala prodražení stavby, a proto je volen vhodný kompromis (odlehčení vs. dosažitelný výkon).

### Koeficient ročního využití
Koeficient ročního využití výkonu (kapacitní faktor), se pohybuje mezi 15 až 50 % instalovaného výkonu, ale velmi silně závisí na místních geografických podmínkách. Nejlepší podmínky jsou v pobřežních vodách moří, na rovných pláních, případně na oblých holých hřebenech hor. Výhodnost umístění jde obvykle proti zájmu instalovat zdroje elektrické energie co nejblíže místu její spotřeby. Větrné farmy, které mohou obsahovat desítky až tisíce větrných turbín, jsou stavěny tak, aby vzdálenost mezi jednotlivými turbínami byla šesti až desetinásobek průměru rotoru. Nejmenší vzdálenost bývá trojnásobek průměru v případě, že převládající směr větru je kolmo na řadu turbín.
V českých podmínkách se koeficient ročního využití pohybuje v mezích 0,1-0,2 a pro velmi větrné lokality dosahuje teoreticky až 0,28. Hodnota ovšem značně závisí na zvolené lokalitě – větrná farma Sternwald na rakousko-českých hranicích ve východní části Šumavy dosáhla se 7 větrnými generátory o instalovaném výkonu 14 MW koeficientu ročního využití za rok 2006 21,9 %, za první 4 měsíce roku 2007 se dokonce podařilo dosáhnout hodnoty průměrného využití 32,3 % (přičemž po zbytek téhož roku to bylo necelých 20%).

### Nárazová výroba
Větrná turbína dodává elektřinu jen v době, kdy fouká vítr o přiměřené rychlosti (ani moc ani málo). Kvůli výpadkům výroby elektřiny větrnými elektrárnami je nutné mít v distribuční soustavě stále k dispozici alespoň stejný výkon stabilních zdrojů (tepelné nebo plynové elektrárny s rychlým náběhem), které výpadek mohou kdykoliv nahradit. Protože záložní zdroje nejsou využívány trvale, zvyšují nepřímo uhlíkovou stopu větrných elektráren a zvyšují cenu elektřiny pro koncového spotřebitele.

### Ekologické nevýhody
Při instalaci větrných turbín je nutné přihlížet k vlivu na životní prostředí v místě jejich instalace. Větrné turbíny při svém provozu generují hluk, který je při stejném akustickém tlaku jako u dopravy vnímán podobně, ovšem díky spektru hluku, které je u turbín velké u nízkých frekvencí, je vyhodnocovaným ekvivalentem hluku turbín 38,5 dBA hluk dopravy 56,8 dBA. Turbíny také usmrcují ptáky díky velké rychlosti čepelí. Dále zabírají volnou krajinu, narušují krajinné panorama, vyžadují výstavbu přístupových komunikací, oplocení zabraného prostoru, vymýcení případných stromů, pravidelné sečení trávy v uzavřeném prostoru atp. Větší turbíny nelze budovat v blízkosti lidských obydlí nebo jiných provozů z důvodu bezpečnosti, protože při závadě nelze vyloučit požár gondoly, zřícení listů rotoru nebo vlastního nosného stožáru. Často je výstavba blokována místními obyvateli nebo ekologickými organizacemi.
Likvidace poškozených, nebo vyřazených listů větrných elektráren je zátěž pro životní prostředí, jelikož jsou vyrobeny ze sklolaminátu.

### Uhlíková stopa
V roce 2015 firma Siemens při příležitosti Mezinárodního dne větru vyhodnotila přínos a uhlíkovou stopu větrných elektráren. Do vstupů započetli energii nutnou k výrobě materiálu a veškeré energetické výdaje související s výrobou, výstavbou, provozem, údržbou i následným rozebráním a recyklací. Větrná farma s 80 větrníky umístěnými na moři s plánovanou životností 25 let podle jejich studie vygeneruje 53 mil. MWh elektrické energie s uhlíkovou stopou 7 g CO2 na 1 kWh (pro srovnání: energie generovaná z fosilních paliv má průměrnou výši 865 g CO2 na 1 kWh).
Účinnost (a tím nižší uhlíková stopa) větrné elektrárny se zvyšuje s její velikostí (proto jsou stavěny čím dál větší větrné turbíny) a podle koeficientu ročního využití jejího jmenovitého výkonu (offshorové mají vyšší výkon i koeficient ročního využití než pevninské). Menší větrné elektrárny (a ty umístěné na pevnině) mají proto vyšší uhlíkovou stopu. Uhlíkovou stopu zvyšují náklady na přenosovou soustavu, nárazovou výrobu proudu a nutnost instalace záložních zdrojů (pro případy, kdy větrná elektrárna nevyrábí).

## Teorie větrné turbíny

### Teoreticky dosažitelný výkon
Proudící vzduch předává lopatkám větrné turbíny část své kinetické energie. Albert Betz v roce 1919 odvodil teoreticky maximální dosažitelnou účinnost větrného stroje na 59,3 % (tzv. Betzovo pravidlo). Kinetická energie větru se v turbíně mění na energii otáčivého pohybu a následně v generátoru na energii elektrickou. Teoreticky dosažitelný výkon činí v případě jednotkové plochy
{\displaystyle P_{t}=k_{B}\cdot \rho \cdot {\frac {v^{3}}{2}}}, kde kB je Betzův koeficient 0,59
Pro reálné turbíny s průměrem rotoru D (tedy délkou lopatky D/2) se používá vzorec
{\displaystyle P=c_{p}\cdot \rho \cdot {\frac {v^{3}}{2}}\cdot \pi \cdot {\frac {D^{2}}{4}}}, kde cp je součinitel výkonnosti, v ideálním případě rovný 0,59

### Účinnost

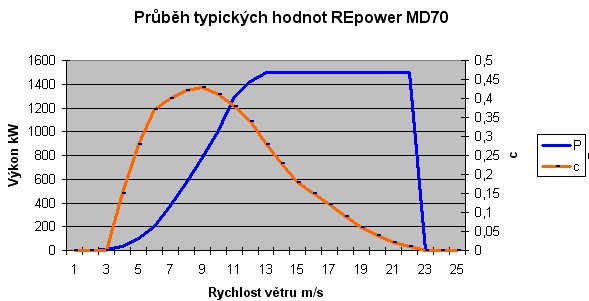
Typický průběh generovaného výkonu a součinitele výkonnosti VE v závislosti na rychlosti větru

Součinitel výkonnosti je sám o sobě funkcí rychlosti větru a je dán konstrukčním řešením turbíny, konkrétně převodní křivkou úhlu natočení lopatek turbíny v závislosti na rychlosti větru. To, v kombinaci s kubickou závislostí na rychlosti větru způsobuje pronikavou závislost skutečného výkonu na rychlosti větru (při poloviční rychlosti je výkon osminový atd.).
Koeficient ročního využití {\displaystyle k}, definovaný jako poměr skutečně odvedeného výkonu k teoreticky možnému výkonu zdroje za rok:
{\displaystyle k={\frac {W_{r}}{P_{i}\cdot h}}}

## Základní typy větrných turbín
Výkon větrné turbíny rychle stoupá s třetí mocninou rychlosti větru, ale jen do určité výše. Pak je nutné výkon omezit, případně turbínu odstavit, aby byla chráněna před poškozením.

### Mnohalopatkový rotor,Halladayova turbína
- Typické využití: malé větrné elektrárny na budovách
- Počet listů rotoru: až 150
- Účinnost: 20-43 %
- Náběhová rychlost (m/s): 0,16

### Vrtule
- Typické využití: výroba elektrické energie (střídavý a třífázový proud)
- Počet listů rotoru: 1 - 4
- Účinnost: ~45 % (max. se uvádí 48 %)
- Náběhová rychlost (m/s): 3 - 6
- Poznámka: nejpoužívanější typ

### Savoniův rotor
- Typické využití: čerpání vody, výroba stejnosměrné elektrické energie
- Počet listů rotoru: 2
- Účinnost: ~20 (max. se uvádí 23 %)
- Náběhová rychlost (m/s): 2 - 3
- Poznámka: obvodová rychlost rotoru je vyšší než rychlost větru, často používán pro náběh Darrierova rotoru

### Darrierův rotor
- Typické využití: výroba elektrické energie (střídavý a třífázový proud)
- Počet listů rotoru: 2 - 3
- Účinnost: 38 % (max. se uvádí 48 %)
- Náběhová rychlost (m/s): 5 - 8
- Poznámka: vyžaduje pomoc při náběhu

### Bezlopatková větrná turbína
- Počet listů rotoru: 0[10]

Ukázky různých větrných turbín
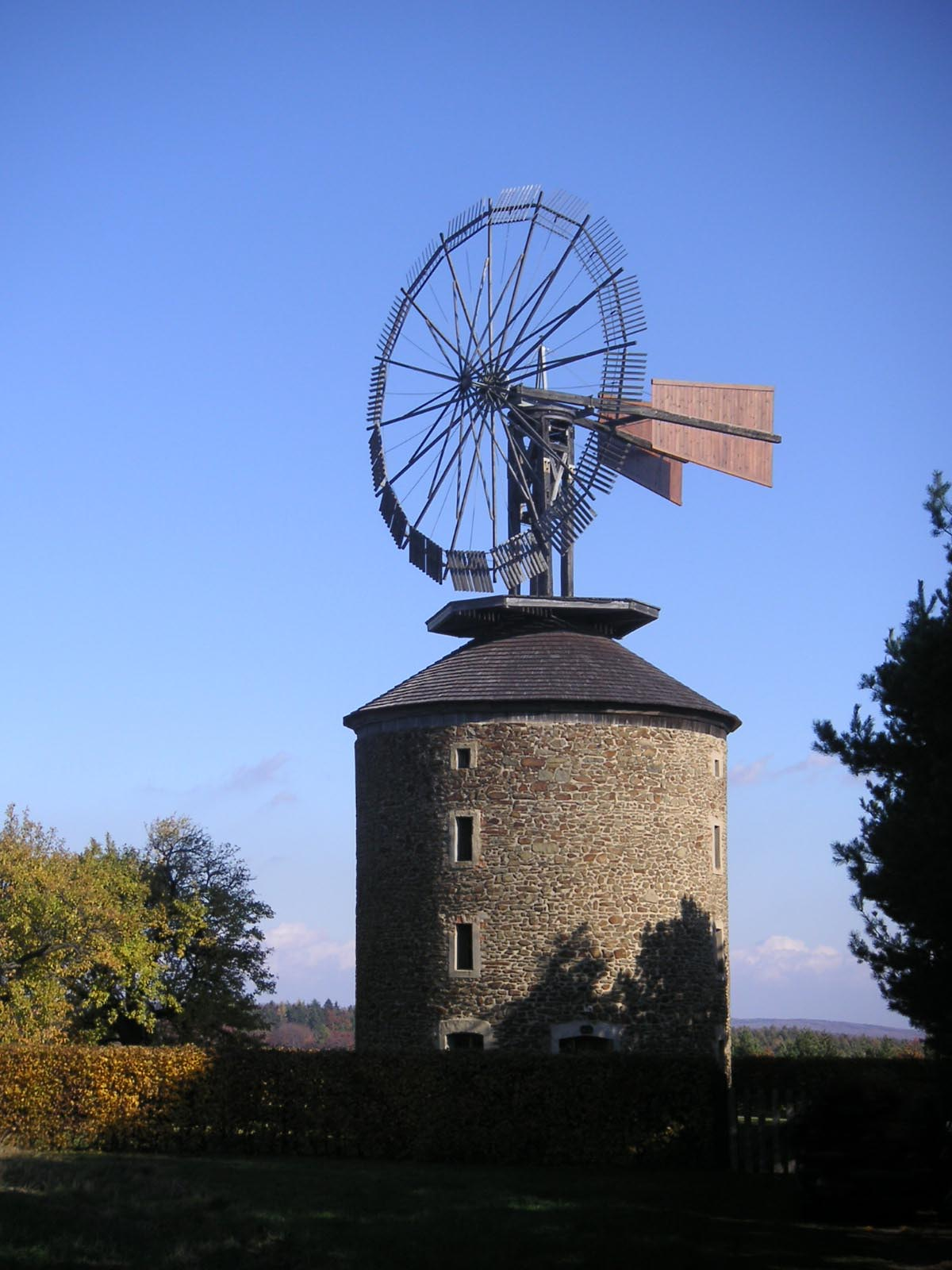
Halladayova turbína na mlýně v Ruprechtově
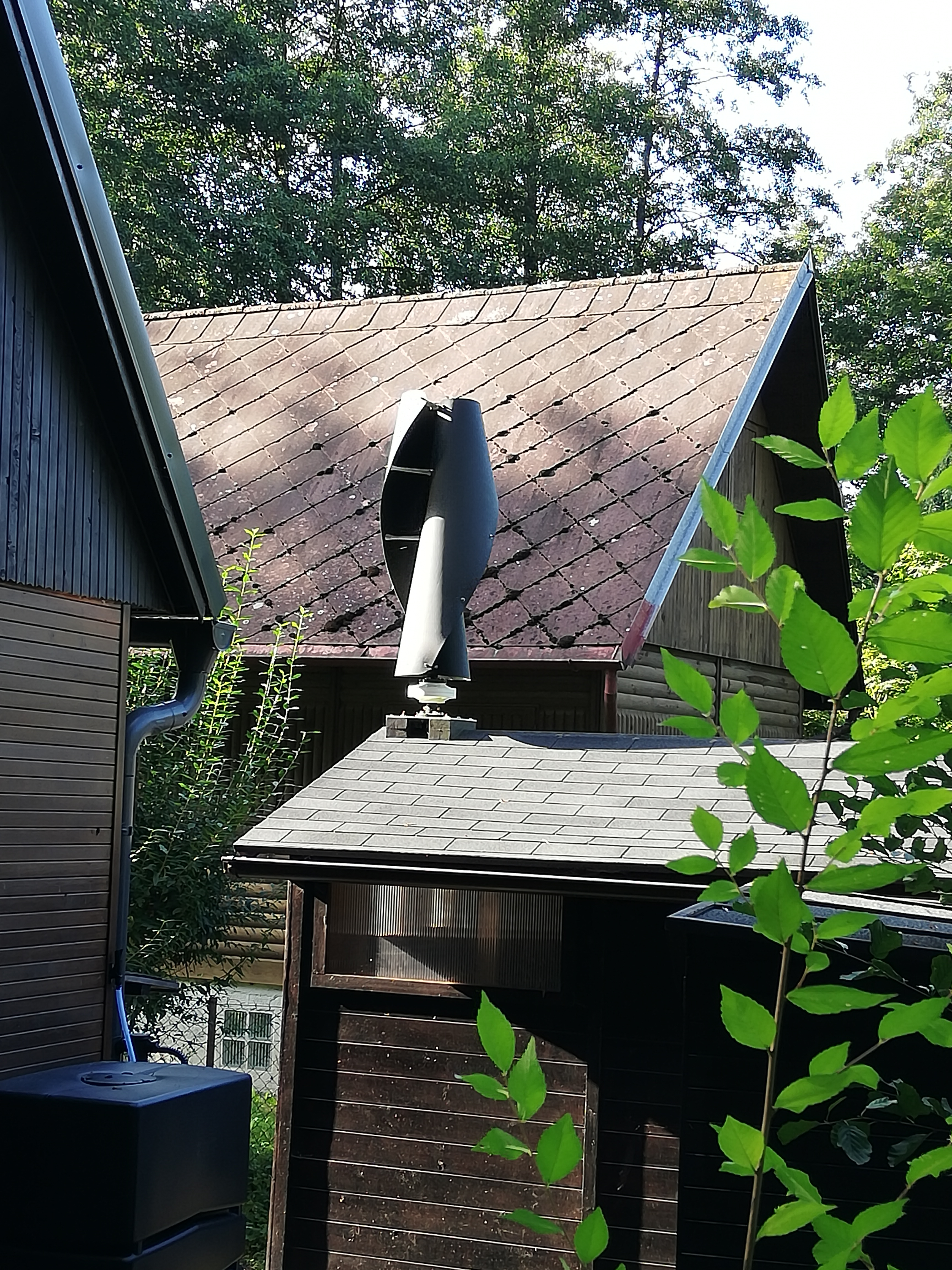
Rotor spirálové větrné turbíny (typ savonius)
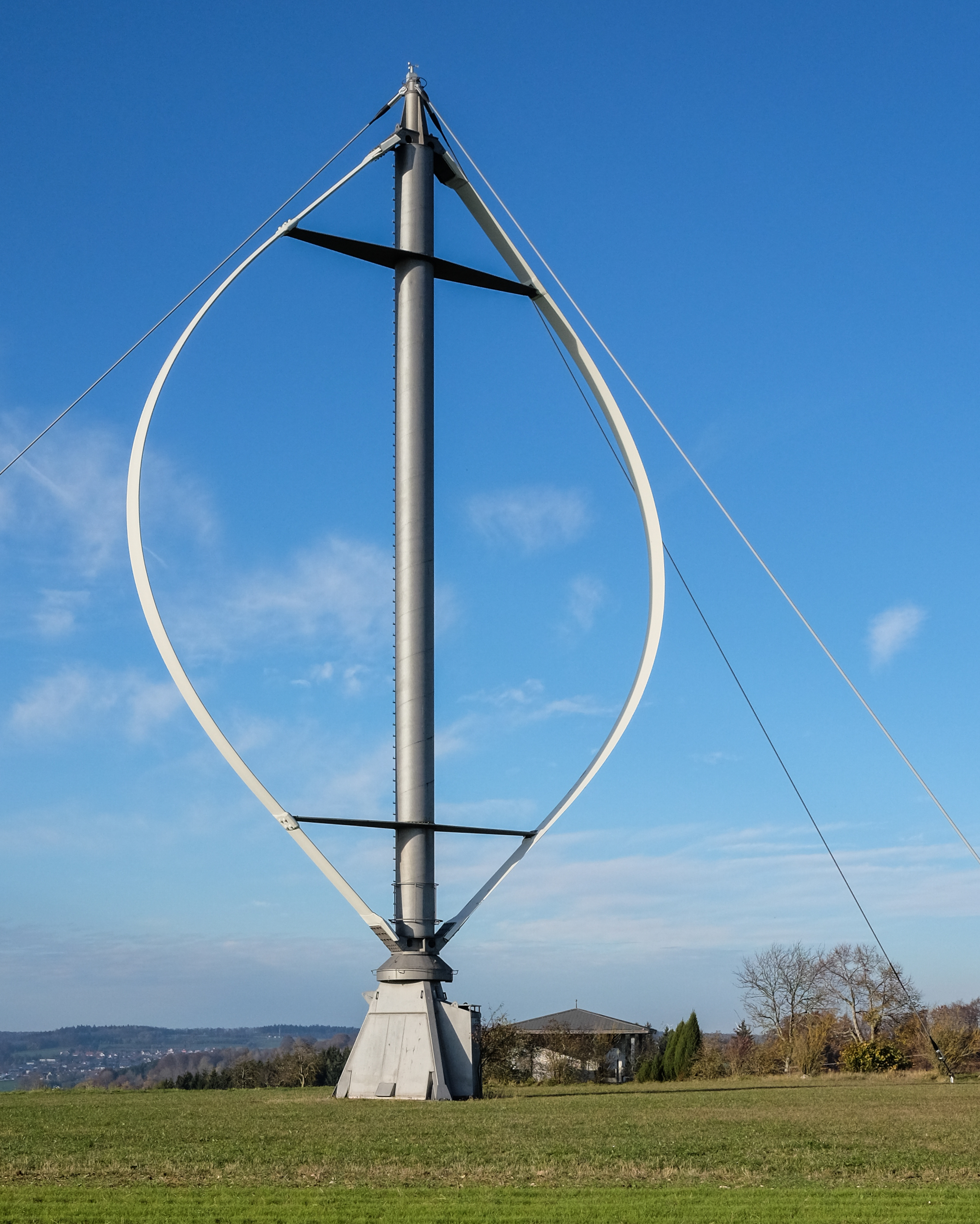
Darrieova turbína v Bádensku-Württembersku

## Vliv na životní prostředí
Větrné turbíny mají kromě pozitivních přínosů (nízká produkce CO2 na vyrobeny MWh) i negativní dopady na okolní život (šíření hluku, vibrací, zabíjení ptáků rotujícími lopatkami).